# Катастрофа DC-8 в Гандере
Катастрофа DC-8 в Гандере — крупная авиационная катастрофа, произошедшая в четверг 12 декабря 1985 года на острове Ньюфаундленд (Канада). Авиалайнер Douglas DC-8-63CF авиакомпании Arrow Air выполнял чартерный межконтинентальный рейс MF1285R по маршруту Каир—Кёльн—Гандер—Хопкинсвилл, но через несколько секунд после вылета из Гандера рухнул на землю в 1 километре от ВПП аэропорта Гандера. Погибли все находившиеся на его борту 256 человек — 248 пассажиров и 8 членов экипажа.
Это крупнейшая авиакатастрофа в истории Канады (на втором месте катастрофа MD-11 под Галифаксом, 229 погибших), вторая с участием DC-8 после катастрофы в Джидде, а также третья после катастроф DC-10 в Чикаго и A300 в Нью-Йорке на североамериканском континенте.

## Самолёт

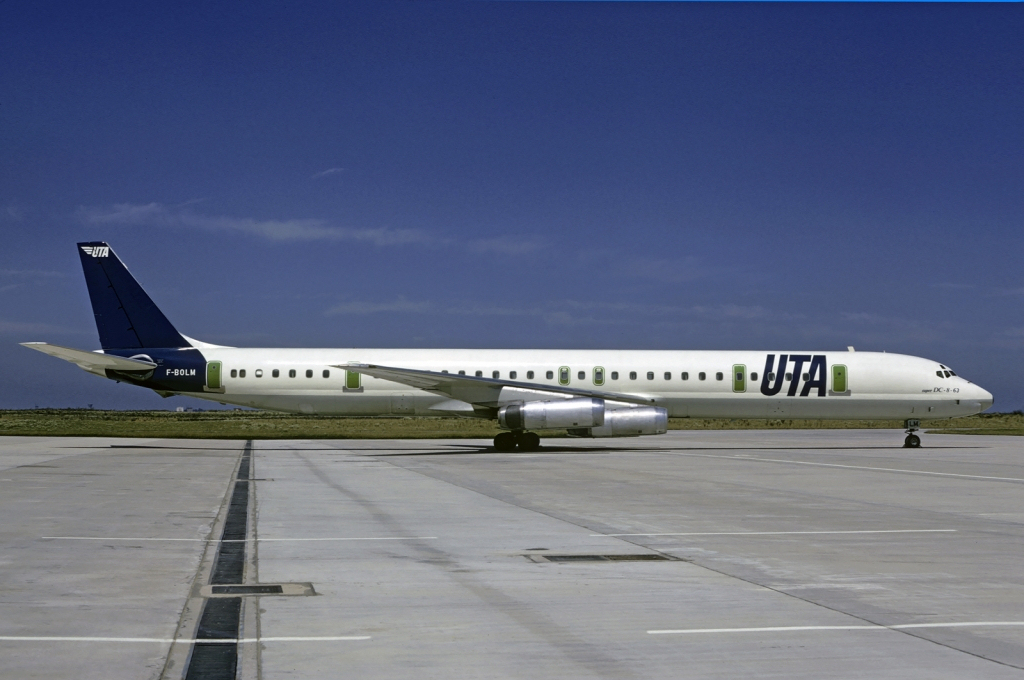
Разбившийся самолёт в 1979 году (в период эксплуатации в UTA)

Douglas DC-8-63CF (регистрационный номер N950JW, заводской 46058, серийный 433) был выпущен компанией «Douglas Aircraft» в Санта-Моника (США) и свой первый полёт совершил 8 января 1969 года. 24 февраля того же года с бортовым номером N8759 лайнер был передан авиакомпании Eastern Air Lines. 5 февраля 1974 года был куплен французской авиакомпанией UTA (борт F-BOLM). В ноябре 1975 года был на 2-3 месяца арендован авиакомпанией Air Afrique. 23 ноября 1981 года авиалайнер купила компания «International Air Leases (IAL)», которая присвоила ему б/н N920CL, а затем сдала в лизинг авиакомпании Capitol Air. 3 октября 1983 года он вернулся к IAL, которая 11 ноября сдала его в лизинг авиакомпании Arista International Airlines, где самолёт носил имя Maro, а в апреле 1984 года был перерегистрирован и его б/н сменился на N950JW. С 1 июля того же года лайнер был взят в лизинг авиакомпанией National Airlines, которая в сентябре сдала его в сублизинг авиакомпании Air Algérie. 18 октября 1984 года он вернулся к IAL, которая в ноябре сдала его в лизинг авиакомпании Arrow Air. Оснащён четырьмя двухконтурными турбовентиляторными двигателями Pratt & Whitney JT3D-7. Последнее техническое обслуживание прошёл за 2 дня до катастрофы в Окленде (Калифорния, США), после чего был отправлен на авиабазу Маккорд-Филд в Такоме (Вашингтон), откуда уже начал рейс MF1285R. На день катастрофы 16-летний авиалайнер налетал 50 861 час. 
Из серьёзных замечаний по самолёту отмечалась излишне высокая температура выходящих газов в двигателе №4 (правый крайний) — на 40°С выше остальных. Поэтому после прилёта в Хопкинсвилл самолёт должен был вернуться в Окленд для ремонта турбины двигателя. Также после катастрофы многие стали связывать её с техническим состоянием самолёта, отмечая, что за последние 6 месяцев наблюдалась утечка жидкости из гидравлических систем, которую приходилось периодически пополнять. Хотя при ремонте в Окленде и была сделана запись об её устранении, по свидетельствам утечка наблюдалась и при полёте в Такому. Одной из причин её возникновения (предположительно) стал ничем не объяснимый отказ двигателя №1 (левый крайний), произошедший в мае 1981 года при вылете из Касабланки (Марокко); при этом также были повреждены стабилизаторы, крылья и шасси. Эксплуатировавшая тогда самолёт авиакомпания UTA полностью выполнила капитальный ремонт, включающий в себя устранение вмятин и проколов, после чего самолёт был вновь возвращён в эксплуатацию.

## Экипаж
В Кёльне произошла смена экипажа; новому экипажу предстояло пилотировать на отрезке маршрута Кёльн—Гандер—Хопкинсвилл. Состав нового экипажа рейса MF1285R был таким:
- Командир воздушного судна (КВС) — 45-летний Джон Дж. Гриффин-младший (англ. John J. Griffin, Jr.). Опытный пилот, проработал в авиакомпании Arrow Air 3 года и 11 месяцев (с января 1982 года). Изначально работал вторым пилотом на Boeing 707, но уже в июне был повышен до КВС, а в сентябре того же года — до инструктора на Boeing 707. Вскоре был квалифицирован на командира Douglas DC-8, а в сентябре 1983 года был назначен КВС на Boeing 707 и DC-8. В 1984 году его карьера достигла пикового значения: он получил пост вице-президента и директора полетов, однако вскоре оставил руководящую должность и вернулся к работе командира Boeing 707 и DC-8. Налетал 7001 час, 1081 из них на DC-8; налёт за последние 90 дней — 231 час (все на DC-8). Последнее обучение проходил в ноябре 1985 года[5].
- Второй пилот — 45-летний Джозеф Р. Коннелли (англ. Joseph R. Connelly). Опытный пилот, проработал в авиакомпании Arrow Air 4 года и 5 месяцев (с июня 1981 года). Поначалу работал вторым пилотом на Boeing 707, после перешёл на DC-8, а затем на McDonnell Douglas DC-10. После того, как в октябре 1985 года Arrow Air сократила число полётов на DC-10, вернулся на DC-8. Налетал 5549 часов, 918 из них на DC-8; налёт за последние 90 дней — 155 часов (119 из них на DC-8). Последнее обучение проходил накануне рокового рейса[5].
- Бортинженер — 48-летний Майкл Фаулер (англ. Michael Fowler). Проработал в авиакомпании Arrow Air 4 года (с 1981 года). Так же, как и второй пилот, был квалифицирован для полётов на Boeing 707, DC-8 и DC-10. Налетал 9436 часов, 1732 из них на DC-8; налёт за последние 90 дней — 247 часов (все на DC-8). Последнее обучение проходил в октябре 1985 года[5].

Все 3 пилота начали работать в одном составе с 1 декабря 1985 года и с того момента успели налетать более 55 часов. Также этот экипаж уже летал в первом рейсе, в ходе которого пилотировал данный самолёт из Такомы в Кёльн, а затем на обратном пути из Кёльна в Хопкинсвилл. Во втором рейсе после прилёта в Хопкинсвилл и выгрузки военных этот же экипаж должен был пилотировать самолёт в Окленд для планового обслуживания.
В салоне самолёта работали 5 стюардесс:
- Майя Матасовски (англ. Maia Matasowski), 28 лет — старшая стюардесса.
- Стейси М. Катлер (англ. Stacey M. Cutler), 24 года.
- Дезире Маккей (англ. Desiree McKay).
- Рут Э. Филлипс (англ. Ruth A. Phillips), 26 лет.
- Жанна Э. Сарафин (англ. Jeanne E. Sarafin), 37 лет.

## Хронология событий

Место катастрофы

Рейс MF1285R, который выполнял Doulgas DC-8-63CF борт N950JW, был забронирован организацией Международных сил и наблюдателей (отвечает за соблюдение мирного договора между Египтом и Израилем) и являлся вторым из трёх авиарейсов по перевозке военнослужащих из 101-й ВДД армии США, проходивших службу на Синайском полуострове, домой в США. Полёт должен был проходить из Каира (Египет) в Хопкинсвилл (США) с промежуточными посадками в Кёльне (ФРГ) и Гандере (Канада).
Рейс 1285 вылетел из Каира в 20:35 UTC 11 декабря, на его борту находились 8 членов экипажа и 248 пассажиров. Самолёт приземлился в Кёльне в 01:21 UTC 12 декабря, где на рейс заступил новый экипаж — КВС Гриффин, второй пилот Коннелли и бортинженер Фаулер. Рейс 1285 вылетел из Кёльна в 02:50 и в 09:04 приземлился в Гандере.
В 10:15 UTC рейс MF1285R начал разгон по взлетной полосе №22 аэропорта Гандера. Через 51 секунду лайнер оторвался от ВПП; впоследствии свидетели сообщали, что после взлёта самолет с трудом набирал высоту.
После пролёта на очень низкой высоте над шоссе «Trans-Canada Highway» лайнер продолжил снижение. Водители автомобилей, проезжавших в тот момент по шоссе, заявили, что они увидели яркое свечение, исходящее от самолёта, прежде чем он, несмотря на увеличившийся угол тангажа, рухнул на землю приблизительно в 1 километре от взлётной полосы аэропорта Гандера. Рейс MF1285R правым крылом снёс дерево и крыло оторвалось, после лайнер накренился вправо, снеся нежилой домик, врезался в землю и полностью разрушился. Все находившиеся на его борту 256 человек погибли.

## Расследование
Расследование причин катастрофы рейса MF1285R проводил Канадский совет по безопасности на воздушном транспорте (CASB).
В ходе расследования CASB пришёл к выводу, что причиной катастрофы стало обледенение крыльев, которые перед взлётом не были обработаны антиобледенительной жидкостью; сопутствующим фактором стали ошибочные просчёты экипажа насчёт взлётной массы самолёта.
Второй версией катастрофы рейса 1285R был теракт. Впоследствии ответственность за катастрофу рейса 1285R взяла на себя террористическая организация «Исламский джихад», крыло движения «Хезболла».
Расследование в итоге так и не пришло к единому выводу и были определены две основные версии катастрофы рейса MF1285R — атмосферное обледенение крыльев вместе с ошибками экипажа и взрыв бомбы. CASB был распущен.
Окончательный отчёт расследования был опубликован 14 ноября 1988 года.

## Культурные аспекты
Катастрофа рейса 1285R Arrow Air показана в 11 сезоне канадского документального телесериала Расследования авиакатастроф в серии Двойственное решение комиссии.

### Комментарии
1. ↑  Террористические акты 11 сентября 2001 года, согласно NTSB, не попадают под определение «авиационная катастрофа»
2. ↑  Вероятно, греческий вариант имени Мария